# 黃中通
黃中通，福建晉江縣人，清朝政治人物、同進士出身。

## 生平
明崇禎十二年（1639年）舉己卯科福建鄉試五十五名。明亡仕清，順治六年（1649年）登己丑科進士，授太平府知府，未任。順治十一年，經洪承畴調，次年任永州府知府，期間修葺城牆并恢復生產。此後升任廣西按察使。